# Volta a Andalusia 2021
La Volta a Andalusia 2021 fou la 67a edició de la Volta a Andalusia. La cursa es disputà entre el 18 i el 22 de maig de 2021, amb un recorregut de 807,6 km repartits entre un cinc etapes. La cursa formava part de l'UCI ProSeries 2021, en la categoria 2.Pro.
El vencedor final fou el colombià Miguel Ángel López (Team Movistar). Antwan Tolhoek (Team Jumbo-Visma) i Julen Amézqueta (Caja Rural-Seguros RGA) completaren el podi. Ethan Hayter (Ineos Grenadiers) guanyà la classificació per punts, Luis Ángel Maté (Euskaltel-Euskadi) la classificació de la muntanya i el Caja Rural-Seguros RGA fou el millor equip.

## Equips participants
En aquesta edició hi prendran part 16 equips:
| WorldTeams (9)- Astana-Premier Tech - Team BikeExchange - Deceuninck-Quick Step - Ineos Grenadiers - Israel Start-Up Nation - Jumbo-Visma - Movistar Team - Trek-Segafredo - UAE Team Emirates ProTeams (7)- Alpecin-Fenix - Burgos-BH - Caja Rural-Seguros RGA - Euskaltel-Euskadi - Gazprom-RusVelo - Equipo Kern Pharma - Sport Vlaanderen-Baloise |
| |

## Etapes
| Etapa    | Data       | Ciutats d'etapa                        | type                    | Distància (km) | Desnivell (m) | Vencedor de l'etapa       | Líder de la general       |
| -------- | ---------- | -------------------------------------- | ----------------------- | -------------- | ------------- | ------------------------- | ------------------------- |
| 1a etapa | 18 de maig | La Cala de Mijas – Zahara de la Sierra | etapa de mitja muntanya | 151,3          | 2.716 m       | Gonzalo Serrano Rodríguez | Gonzalo Serrano Rodríguez |
| 2a etapa | 19 de maig | Iznájar – Alcalá la Real               | etapa de mitja muntanya | 184,64         | 3.746 m       | Ethan Hayter              | Ethan Hayter              |
| 3a etapa | 20 de maig | Beas de Segura – Villarrodrigo         | etapa de muntanya       | 177            | 4.158 m       | Miguel Ángel López Moreno | Miguel Ángel López Moreno |
| 4a etapa | 21 de maig | Baza – Cúllar Vega                     | etapa accidentada       | 182,93         | 2.156 m       | André Greipel             | Miguel Ángel López Moreno |
| 5a etapa | 22 de maig | Vera – Pulpí                           | etapa accidentada       | 107,26         | 1.171 m       | Ethan Hayter              | Miguel Ángel López Moreno |

### Etapa 1
| \| Classificació de l'etapa \| Classificació de l'etapa \| Classificació de l'etapa \| Classificació de l'etapa \| Classificació de l'etapa \| \| Corredor \| Corredor \| Equip \| Temps \| \| \| ------------------------ \| ------------------------- \| ------------------------ \| ------------------------ \| ------------------------ \| \| 1r \| Gonzalo Serrano Rodríguez \| Movistar Team \| 3h 54' 25" \| \| \| 2n \| Orluis Aular Sanabria \| Caja Rural-Seguros RGA \| + 0" \| \| \| 3r \| Daryl Impey \| Israel Start-Up Nation \| + 0" \| \| \| 4t \| Ethan Hayter \| Ineos Grenadiers \| + 0" \| \| \| 5è \| Robert Stannard \| BikeExchange \| + 3" \| \| \| 6è \| Marco Canola \| Gazprom-RusVelo \| + 3" \| \| \| 7è \| Jefferson Cepeda \| Caja Rural-Seguros RGA \| + 3" \| \| \| 8è \| Toms Skujiņš \| Trek-Segafredo \| + 3" \| \| \| 9è \| Miguel Ángel López Moreno \| Movistar Team \| + 3" \| \| \| 10è \| Antwan Tolhoek \| Jumbo-Visma \| + 3" \| \| |                           |                        |            |
| |                           |                        |            |
| Font: ProCyclingStats |                           |                        |            |
| Classificació de l'etapa |                           |                        |            |
| Corredor | Corredor                  | Equip                  | Temps      |
| 1r | Gonzalo Serrano Rodríguez | Movistar Team          | 3h 54' 25" |
| 2n | Orluis Aular Sanabria     | Caja Rural-Seguros RGA | + 0"       |
| 3r | Daryl Impey               | Israel Start-Up Nation | + 0"       |
| 4t | Ethan Hayter              | Ineos Grenadiers       | + 0"       |
| 5è | Robert Stannard           | BikeExchange           | + 3"       |
| 6è | Marco Canola              | Gazprom-RusVelo        | + 3"       |
| 7è | Jefferson Cepeda          | Caja Rural-Seguros RGA | + 3"       |
| 8è | Toms Skujiņš              | Trek-Segafredo         | + 3"       |
| 9è | Miguel Ángel López Moreno | Movistar Team          | + 3"       |
| 10è | Antwan Tolhoek            | Jumbo-Visma            | + 3"       |

| \| Classificació general \| Classificació general \| Classificació general \| Classificació general \| Classificació general \| \| Corredor \| Corredor \| Equip \| Temps \| \| \| --------------------- \| ------------------------- \| ---------------------- \| --------------------- \| --------------------- \| \| 1r \| Gonzalo Serrano Rodríguez \| Movistar Team \| 3h 54' 25" \| \| \| 2n \| Orluis Aular Sanabria \| Caja Rural-Seguros RGA \| + 0" \| \| \| 3r \| Daryl Impey \| Israel Start-Up Nation \| + 0" \| \| \| 4t \| Ethan Hayter \| Ineos Grenadiers \| + 0" \| \| \| 5è \| Robert Stannard \| BikeExchange \| + 3" \| \| \| 6è \| Marco Canola \| Gazprom-RusVelo \| + 3" \| \| \| 7è \| Jefferson Cepeda \| Caja Rural-Seguros RGA \| + 3" \| \| \| 8è \| Toms Skujiņš \| Trek-Segafredo \| + 3" \| \| \| 9è \| Miguel Ángel López Moreno \| Movistar Team \| + 3" \| \| \| 10è \| Antwan Tolhoek \| Jumbo-Visma \| + 3" \| \| |                           |                        |            |
| |                           |                        |            |
| Font: ProCyclingStats |                           |                        |            |
| Classificació general |                           |                        |            |
| Corredor | Corredor                  | Equip                  | Temps      |
| 1r | Gonzalo Serrano Rodríguez | Movistar Team          | 3h 54' 25" |
| 2n | Orluis Aular Sanabria     | Caja Rural-Seguros RGA | + 0"       |
| 3r | Daryl Impey               | Israel Start-Up Nation | + 0"       |
| 4t | Ethan Hayter              | Ineos Grenadiers       | + 0"       |
| 5è | Robert Stannard           | BikeExchange           | + 3"       |
| 6è | Marco Canola              | Gazprom-RusVelo        | + 3"       |
| 7è | Jefferson Cepeda          | Caja Rural-Seguros RGA | + 3"       |
| 8è | Toms Skujiņš              | Trek-Segafredo         | + 3"       |
| 9è | Miguel Ángel López Moreno | Movistar Team          | + 3"       |
| 10è | Antwan Tolhoek            | Jumbo-Visma            | + 3"       |

### Etapa 2
| \| Classificació de l'etapa \| Classificació de l'etapa \| Classificació de l'etapa \| Classificació de l'etapa \| Classificació de l'etapa \| \| Corredor \| Corredor \| Equip \| Temps \| \| \| ------------------------ \| ---------------------------- \| ------------------------ \| ------------------------ \| ------------------------ \| \| 1r \| Ethan Hayter \| Ineos Grenadiers \| 5h 04' 30" \| \| \| 2n \| Miguel Ángel López Moreno \| Movistar Team \| + 7" \| \| \| 3r \| Sven Erik Bystrøm \| UAE Team Emirates \| + 10" \| \| \| 4t \| Carlos Rodríguez Cano \| Ineos Grenadiers \| + 14" \| \| \| 5è \| Julen Amézqueta Moreno \| Caja Rural-Seguros RGA \| + 14" \| \| \| 6è \| Jonathan Lastra Martínez \| Caja Rural-Seguros RGA \| + 17" \| \| \| 7è \| Robert Stannard \| BikeExchange \| + 18" \| \| \| 8è \| Óscar Rodríguez Garaicoechea \| Astana-Premier Tech \| + 23" \| \| \| 9è \| Toms Skujiņš \| Trek-Segafredo \| + 25" \| \| \| 10è \| Roger Adrià Oliveras \| Equipo Kern Pharma \| + 25" \| \| |                              |                        |            |
| |                              |                        |            |
| Font: ProCyclingStats |                              |                        |            |
| Classificació de l'etapa |                              |                        |            |
| Corredor | Corredor                     | Equip                  | Temps      |
| 1r | Ethan Hayter                 | Ineos Grenadiers       | 5h 04' 30" |
| 2n | Miguel Ángel López Moreno    | Movistar Team          | + 7"       |
| 3r | Sven Erik Bystrøm            | UAE Team Emirates      | + 10"      |
| 4t | Carlos Rodríguez Cano        | Ineos Grenadiers       | + 14"      |
| 5è | Julen Amézqueta Moreno       | Caja Rural-Seguros RGA | + 14"      |
| 6è | Jonathan Lastra Martínez     | Caja Rural-Seguros RGA | + 17"      |
| 7è | Robert Stannard              | BikeExchange           | + 18"      |
| 8è | Óscar Rodríguez Garaicoechea | Astana-Premier Tech    | + 23"      |
| 9è | Toms Skujiņš                 | Trek-Segafredo         | + 25"      |
| 10è | Roger Adrià Oliveras         | Equipo Kern Pharma     | + 25"      |

| \| Classificació general \| Classificació general \| Classificació general \| Classificació general \| Classificació general \| \| Corredor \| Corredor \| Equip \| Temps \| \| \| --------------------- \| ------------------------- \| ---------------------- \| --------------------- \| --------------------- \| \| 1r \| Ethan Hayter \| Ineos Grenadiers \| 8h 58' 55" \| \| \| 2n \| Miguel Ángel López Moreno \| Movistar Team \| + 10" \| \| \| 3r \| Sven Erik Bystrøm \| UAE Team Emirates \| + 13" \| \| \| 4t \| Jonathan Lastra Martínez \| Caja Rural-Seguros RGA \| + 20" \| \| \| 5è \| Robert Stannard \| BikeExchange \| + 21" \| \| \| 6è \| Carlos Rodríguez Cano \| Ineos Grenadiers \| + 21" \| \| \| 7è \| Gonzalo Serrano Rodríguez \| Movistar Team \| + 25" \| \| \| 8è \| Toms Skujiņš \| Trek-Segafredo \| + 28" \| \| \| 9è \| Antwan Tolhoek \| Jumbo-Visma \| + 28" \| \| \| 10è \| Daryl Impey \| Israel Start-Up Nation \| + 31" \| \| |                           |                        |            |
| |                           |                        |            |
| Font: ProCyclingStats |                           |                        |            |
| Classificació general |                           |                        |            |
| Corredor | Corredor                  | Equip                  | Temps      |
| 1r | Ethan Hayter              | Ineos Grenadiers       | 8h 58' 55" |
| 2n | Miguel Ángel López Moreno | Movistar Team          | + 10"      |
| 3r | Sven Erik Bystrøm         | UAE Team Emirates      | + 13"      |
| 4t | Jonathan Lastra Martínez  | Caja Rural-Seguros RGA | + 20"      |
| 5è | Robert Stannard           | BikeExchange           | + 21"      |
| 6è | Carlos Rodríguez Cano     | Ineos Grenadiers       | + 21"      |
| 7è | Gonzalo Serrano Rodríguez | Movistar Team          | + 25"      |
| 8è | Toms Skujiņš              | Trek-Segafredo         | + 28"      |
| 9è | Antwan Tolhoek            | Jumbo-Visma            | + 28"      |
| 10è | Daryl Impey               | Israel Start-Up Nation | + 31"      |

### Etapa 3
| \| Classificació de l'etapa \| Classificació de l'etapa \| Classificació de l'etapa \| Classificació de l'etapa \| Classificació de l'etapa \| \| Corredor \| Corredor \| Equip \| Temps \| \| \| ------------------------ \| ---------------------------- \| ------------------------ \| ------------------------ \| ------------------------ \| \| 1r \| Miguel Ángel López Moreno \| Movistar Team \| 5h 03' 26" \| \| \| 2n \| Antwan Tolhoek \| Jumbo-Visma \| + 2" \| \| \| 3r \| James Piccoli \| Israel Start-Up Nation \| + 6" \| \| \| 4t \| Julen Amézqueta Moreno \| Caja Rural-Seguros RGA \| + 17" \| \| \| 5è \| Mikel Bizkarra Etxegibel \| Euskaltel-Euskadi \| + 28" \| \| \| 6è \| Héctor Carretero Milla \| Movistar Team \| + 1' 25" \| \| \| 7è \| Carlos Rodríguez Cano \| Ineos Grenadiers \| + 1' 29" \| \| \| 8è \| Toms Skujiņš \| Trek-Segafredo \| + 1' 29" \| \| \| 9è \| Jonathan Lastra Martínez \| Caja Rural-Seguros RGA \| + 1' 41" \| \| \| 10è \| Óscar Rodríguez Garaicoechea \| Astana-Premier Tech \| + 2' 07" \| \| |                              |                        |            |
| |                              |                        |            |
| Font: ProCyclingStats |                              |                        |            |
| Classificació de l'etapa |                              |                        |            |
| Corredor | Corredor                     | Equip                  | Temps      |
| 1r | Miguel Ángel López Moreno    | Movistar Team          | 5h 03' 26" |
| 2n | Antwan Tolhoek               | Jumbo-Visma            | + 2"       |
| 3r | James Piccoli                | Israel Start-Up Nation | + 6"       |
| 4t | Julen Amézqueta Moreno       | Caja Rural-Seguros RGA | + 17"      |
| 5è | Mikel Bizkarra Etxegibel     | Euskaltel-Euskadi      | + 28"      |
| 6è | Héctor Carretero Milla       | Movistar Team          | + 1' 25"   |
| 7è | Carlos Rodríguez Cano        | Ineos Grenadiers       | + 1' 29"   |
| 8è | Toms Skujiņš                 | Trek-Segafredo         | + 1' 29"   |
| 9è | Jonathan Lastra Martínez     | Caja Rural-Seguros RGA | + 1' 41"   |
| 10è | Óscar Rodríguez Garaicoechea | Astana-Premier Tech    | + 2' 07"   |

| \| Classificació general \| Classificació general \| Classificació general \| Classificació general \| Classificació general \| \| Corredor \| Corredor \| Equip \| Temps \| \| \| --------------------- \| ---------------------------- \| ---------------------- \| --------------------- \| --------------------- \| \| 1r \| Miguel Ángel López Moreno \| Movistar Team \| 14h 02' 31" \| \| \| 2n \| Antwan Tolhoek \| Jumbo-Visma \| + 20" \| \| \| 3r \| Julen Amézqueta Moreno \| Caja Rural-Seguros RGA \| + 55" \| \| \| 4t \| Carlos Rodríguez Cano \| Ineos Grenadiers \| + 1' 40" \| \| \| 5è \| Toms Skujiņš \| Trek-Segafredo \| + 1' 47" \| \| \| 6è \| James Piccoli \| Israel Start-Up Nation \| + 1' 50" \| \| \| 7è \| Jonathan Lastra Martínez \| Caja Rural-Seguros RGA \| + 1' 51" \| \| \| 8è \| Mikel Bizkarra Etxegibel \| Euskaltel-Euskadi \| + 1' 52" \| \| \| 9è \| Ethan Hayter \| Ineos Grenadiers \| + 2' 13" \| \| \| 10è \| Óscar Rodríguez Garaicoechea \| Astana-Premier Tech \| + 2' 40" \| \| |                              |                        |             |
| |                              |                        |             |
| Font: ProCyclingStats |                              |                        |             |
| Classificació general |                              |                        |             |
| Corredor | Corredor                     | Equip                  | Temps       |
| 1r | Miguel Ángel López Moreno    | Movistar Team          | 14h 02' 31" |
| 2n | Antwan Tolhoek               | Jumbo-Visma            | + 20"       |
| 3r | Julen Amézqueta Moreno       | Caja Rural-Seguros RGA | + 55"       |
| 4t | Carlos Rodríguez Cano        | Ineos Grenadiers       | + 1' 40"    |
| 5è | Toms Skujiņš                 | Trek-Segafredo         | + 1' 47"    |
| 6è | James Piccoli                | Israel Start-Up Nation | + 1' 50"    |
| 7è | Jonathan Lastra Martínez     | Caja Rural-Seguros RGA | + 1' 51"    |
| 8è | Mikel Bizkarra Etxegibel     | Euskaltel-Euskadi      | + 1' 52"    |
| 9è | Ethan Hayter                 | Ineos Grenadiers       | + 2' 13"    |
| 10è | Óscar Rodríguez Garaicoechea | Astana-Premier Tech    | + 2' 40"    |

### Etapa 4
| \| Classificació de l'etapa \| Classificació de l'etapa \| Classificació de l'etapa \| Classificació de l'etapa \| Classificació de l'etapa \| \| Corredor \| Corredor \| Equip \| Temps \| \| \| ------------------------ \| ------------------------ \| ------------------------ \| ------------------------ \| ------------------------ \| \| 1r \| André Greipel \| Israel Start-Up Nation \| 4h 37' 12" \| \| \| 2n \| Álvaro Hodeg Chagui \| Deceuninck-Quick Step \| + 0" \| \| \| 3r \| Mads Pedersen \| Trek-Segafredo \| + 0" \| \| \| 4t \| Alexander Kristoff \| UAE Team Emirates \| + 0" \| \| \| 5è \| Alex Kirsch \| Trek-Segafredo \| + 0" \| \| \| 6è \| Rick Zabel \| Israel Start-Up Nation \| + 0" \| \| \| 7è \| Enrique Sanz Unzué \| Equipo Kern Pharma \| + 0" \| \| \| 8è \| Ethan Hayter \| Ineos Grenadiers \| + 0" \| \| \| 9è \| Alexander Konychev \| BikeExchange \| + 0" \| \| \| 10è \| Tobias Bayer \| Alpecin-Fenix \| + 0" \| \| |                     |                        |            |
| |                     |                        |            |
| Font: ProCyclingStats |                     |                        |            |
| Classificació de l'etapa |                     |                        |            |
| Corredor | Corredor            | Equip                  | Temps      |
| 1r | André Greipel       | Israel Start-Up Nation | 4h 37' 12" |
| 2n | Álvaro Hodeg Chagui | Deceuninck-Quick Step  | + 0"       |
| 3r | Mads Pedersen       | Trek-Segafredo         | + 0"       |
| 4t | Alexander Kristoff  | UAE Team Emirates      | + 0"       |
| 5è | Alex Kirsch         | Trek-Segafredo         | + 0"       |
| 6è | Rick Zabel          | Israel Start-Up Nation | + 0"       |
| 7è | Enrique Sanz Unzué  | Equipo Kern Pharma     | + 0"       |
| 8è | Ethan Hayter        | Ineos Grenadiers       | + 0"       |
| 9è | Alexander Konychev  | BikeExchange           | + 0"       |
| 10è | Tobias Bayer        | Alpecin-Fenix          | + 0"       |

| \| Classificació general \| Classificació general \| Classificació general \| Classificació general \| Classificació general \| \| Corredor \| Corredor \| Equip \| Temps \| \| \| --------------------- \| ---------------------------- \| ---------------------- \| --------------------- \| --------------------- \| \| 1r \| Miguel Ángel López Moreno \| Movistar Team \| 18h 39' 43" \| \| \| 2n \| Antwan Tolhoek \| Jumbo-Visma \| + 20" \| \| \| 3r \| Julen Amézqueta Moreno \| Caja Rural-Seguros RGA \| + 55" \| \| \| 4t \| Carlos Rodríguez Cano \| Ineos Grenadiers \| + 1' 40" \| \| \| 5è \| Toms Skujiņš \| Trek-Segafredo \| + 1' 47" \| \| \| 6è \| Jonathan Lastra Martínez \| Caja Rural-Seguros RGA \| + 1' 51" \| \| \| 7è \| James Piccoli \| Israel Start-Up Nation \| + 1' 58" \| \| \| 8è \| Ethan Hayter \| Ineos Grenadiers \| + 2' 13" \| \| \| 9è \| Mikel Bizkarra Etxegibel \| Euskaltel-Euskadi \| + 2' 20" \| \| \| 10è \| Óscar Rodríguez Garaicoechea \| Astana-Premier Tech \| + 2' 48" \| \| |                              |                        |             |
| |                              |                        |             |
| Font: ProCyclingStats |                              |                        |             |
| Classificació general |                              |                        |             |
| Corredor | Corredor                     | Equip                  | Temps       |
| 1r | Miguel Ángel López Moreno    | Movistar Team          | 18h 39' 43" |
| 2n | Antwan Tolhoek               | Jumbo-Visma            | + 20"       |
| 3r | Julen Amézqueta Moreno       | Caja Rural-Seguros RGA | + 55"       |
| 4t | Carlos Rodríguez Cano        | Ineos Grenadiers       | + 1' 40"    |
| 5è | Toms Skujiņš                 | Trek-Segafredo         | + 1' 47"    |
| 6è | Jonathan Lastra Martínez     | Caja Rural-Seguros RGA | + 1' 51"    |
| 7è | James Piccoli                | Israel Start-Up Nation | + 1' 58"    |
| 8è | Ethan Hayter                 | Ineos Grenadiers       | + 2' 13"    |
| 9è | Mikel Bizkarra Etxegibel     | Euskaltel-Euskadi      | + 2' 20"    |
| 10è | Óscar Rodríguez Garaicoechea | Astana-Premier Tech    | + 2' 48"    |

### Etapa 5
| \| Classificació de l'etapa \| Classificació de l'etapa \| Classificació de l'etapa \| Classificació de l'etapa \| Classificació de l'etapa \| \| Corredor \| Corredor \| Equip \| Temps \| \| \| ------------------------ \| ---------------------------- \| ------------------------ \| ------------------------ \| ------------------------ \| \| 1r \| Ethan Hayter \| Ineos Grenadiers \| 2h 27' 12" \| \| \| 2n \| Philipp Walsleben \| Alpecin-Fenix \| + 0" \| \| \| 3r \| Toms Skujiņš \| Trek-Segafredo \| + 0" \| \| \| 4t \| Miguel Ángel López Moreno \| Movistar Team \| + 0" \| \| \| 5è \| Sven Erik Bystrøm \| UAE Team Emirates \| + 0" \| \| \| 6è \| Gonzalo Serrano Rodríguez \| Movistar Team \| + 0" \| \| \| 7è \| Óscar Rodríguez Garaicoechea \| Astana-Premier Tech \| + 0" \| \| \| 8è \| Antwan Tolhoek \| Jumbo-Visma \| + 0" \| \| \| 9è \| Tsgabu Grmay \| BikeExchange \| + 0" \| \| \| 10è \| Carlos Rodríguez Cano \| Ineos Grenadiers \| + 3" \| \| |                              |                     |            |
| |                              |                     |            |
| Font: ProCyclingStats |                              |                     |            |
| Classificació de l'etapa |                              |                     |            |
| Corredor | Corredor                     | Equip               | Temps      |
| 1r | Ethan Hayter                 | Ineos Grenadiers    | 2h 27' 12" |
| 2n | Philipp Walsleben            | Alpecin-Fenix       | + 0"       |
| 3r | Toms Skujiņš                 | Trek-Segafredo      | + 0"       |
| 4t | Miguel Ángel López Moreno    | Movistar Team       | + 0"       |
| 5è | Sven Erik Bystrøm            | UAE Team Emirates   | + 0"       |
| 6è | Gonzalo Serrano Rodríguez    | Movistar Team       | + 0"       |
| 7è | Óscar Rodríguez Garaicoechea | Astana-Premier Tech | + 0"       |
| 8è | Antwan Tolhoek               | Jumbo-Visma         | + 0"       |
| 9è | Tsgabu Grmay                 | BikeExchange        | + 0"       |
| 10è | Carlos Rodríguez Cano        | Ineos Grenadiers    | + 3"       |

## Classificacions finals

### Classificació final
| \| Classificació general \| Classificació general \| Classificació general \| Classificació general \| Classificació general \| \| Corredor \| Corredor \| Equip \| Temps \| \| \| --------------------- \| ---------------------------- \| ---------------------- \| --------------------- \| --------------------- \| \| 1r \| Miguel Ángel López Moreno \| Movistar Team \| 21h 06' 55" \| \| \| 2n \| Antwan Tolhoek \| Jumbo-Visma \| + 20" \| \| \| 3r \| Julen Amézqueta Moreno \| Caja Rural-Seguros RGA \| + 1' 10" \| \| \| 4t \| Carlos Rodríguez Cano \| Ineos Grenadiers \| + 1' 43" \| \| \| 5è \| Toms Skujiņš \| Trek-Segafredo \| + 1' 47" \| \| \| 6è \| Jonathan Lastra Martínez \| Caja Rural-Seguros RGA \| + 2' 06" \| \| \| 7è \| Ethan Hayter \| Ineos Grenadiers \| + 2' 13" \| \| \| 8è \| James Piccoli \| Israel Start-Up Nation \| + 2' 24" \| \| \| 9è \| Mikel Bizkarra Etxegibel \| Euskaltel-Euskadi \| + 2' 44" \| \| \| 10è \| Óscar Rodríguez Garaicoechea \| Astana-Premier Tech \| + 2' 48" \| \| |                              |                        |             |
| |                              |                        |             |
| Font: ProCyclingStats |                              |                        |             |
| Classificació general |                              |                        |             |
| Corredor | Corredor                     | Equip                  | Temps       |
| 1r | Miguel Ángel López Moreno    | Movistar Team          | 21h 06' 55" |
| 2n | Antwan Tolhoek               | Jumbo-Visma            | + 20"       |
| 3r | Julen Amézqueta Moreno       | Caja Rural-Seguros RGA | + 1' 10"    |
| 4t | Carlos Rodríguez Cano        | Ineos Grenadiers       | + 1' 43"    |
| 5è | Toms Skujiņš                 | Trek-Segafredo         | + 1' 47"    |
| 6è | Jonathan Lastra Martínez     | Caja Rural-Seguros RGA | + 2' 06"    |
| 7è | Ethan Hayter                 | Ineos Grenadiers       | + 2' 13"    |
| 8è | James Piccoli                | Israel Start-Up Nation | + 2' 24"    |
| 9è | Mikel Bizkarra Etxegibel     | Euskaltel-Euskadi      | + 2' 44"    |
| 10è | Óscar Rodríguez Garaicoechea | Astana-Premier Tech    | + 2' 48"    |

### Classificacions secundàries
| Classificació per punts | Classificació per punts      | Classificació per punts | Classificació per punts | Classificació per punts |
| Corredor                | Corredor                     | Equip                   | Punts                   |                         |
| ----------------------- | ---------------------------- | ----------------------- | ----------------------- | ----------------------- |
| 1r                      | Ethan Hayter                 | Ineos Grenadiers        | 76 pts                  |                         |
| 2n                      | Miguel Ángel López Moreno    | Movistar Team           | 66 pts                  |                         |
| 3r                      | Gonzalo Serrano Rodríguez    | Movistar Team           | 40 pts                  |                         |
| 4t                      | Toms Skujiņš                 | Trek-Segafredo          | 39 pts                  |                         |
| 5è                      | Antwan Tolhoek               | Jumbo-Visma             | 38 pts                  |                         |
| 6è                      | Sven Erik Bystrøm            | UAE Team Emirates       | 33 pts                  |                         |
| 7è                      | Carlos Rodríguez Cano        | Ineos Grenadiers        | 29 pts                  |                         |
| 8è                      | Julen Amézqueta Moreno       | Caja Rural-Seguros RGA  | 26 pts                  |                         |
| 9è                      | André Greipel                | Israel Start-Up Nation  | 25 pts                  |                         |
| 10è                     | Óscar Rodríguez Garaicoechea | Astana-Premier Tech     | 23 pts                  |                         |

| Classificació per punts | Classificació per punts      | Classificació per punts | Classificació per punts | Classificació per punts |
| Corredor                | Corredor                     | Equip                   | Punts                   |                         |
| ----------------------- | ---------------------------- | ----------------------- | ----------------------- | ----------------------- |
| 1r                      | Ethan Hayter                 | Ineos Grenadiers        | 76 pts                  |                         |
| 2n                      | Miguel Ángel López Moreno    | Movistar Team           | 66 pts                  |                         |
| 3r                      | Gonzalo Serrano Rodríguez    | Movistar Team           | 40 pts                  |                         |
| 4t                      | Toms Skujiņš                 | Trek-Segafredo          | 39 pts                  |                         |
| 5è                      | Antwan Tolhoek               | Jumbo-Visma             | 38 pts                  |                         |
| 6è                      | Sven Erik Bystrøm            | UAE Team Emirates       | 33 pts                  |                         |
| 7è                      | Carlos Rodríguez Cano        | Ineos Grenadiers        | 29 pts                  |                         |
| 8è                      | Julen Amézqueta Moreno       | Caja Rural-Seguros RGA  | 26 pts                  |                         |
| 9è                      | André Greipel                | Israel Start-Up Nation  | 25 pts                  |                         |
| 10è                     | Óscar Rodríguez Garaicoechea | Astana-Premier Tech     | 23 pts                  |                         |

| Classificació de la muntanya | Classificació de la muntanya | Classificació de la muntanya | Classificació de la muntanya | Classificació de la muntanya |
| Corredor                     | Corredor                     | Equip                        | Punts                        |                              |
| ---------------------------- | ---------------------------- | ---------------------------- | ---------------------------- | ---------------------------- |
| 1r                           | Luis Ángel Maté Mardones     | Euskaltel-Euskadi            | 33 pts                       |                              |
| 2n                           | Rui Oliveira                 | UAE Team Emirates            | 27 pts                       |                              |
| 3r                           | Thomas Sprengers             | Sport Vlaanderen-Baloise     | 15 pts                       |                              |
| 4t                           | Héctor Carretero Milla       | Movistar Team                | 12 pts                       |                              |
| 5è                           | Álvaro Cuadros               | Caja Rural-Seguros RGA       | 11 pts                       |                              |
| 6è                           | Miguel Ángel López Moreno    | Movistar Team                | 10 pts                       |                              |
| 7è                           | Urko Berrade                 | Equipo Kern Pharma           | 8 pts                        |                              |
| 8è                           | Nikita Stalnow               | Astana-Premier Tech          | 8 pts                        |                              |
| 9è                           | Antonio Jesús Soto           | Euskaltel-Euskadi            | 8 pts                        |                              |
| 10è                          | Julen Amézqueta Moreno       | Caja Rural-Seguros RGA       | 7 pts                        |                              |

| Classificació de la muntanya | Classificació de la muntanya | Classificació de la muntanya | Classificació de la muntanya | Classificació de la muntanya |
| Corredor                     | Corredor                     | Equip                        | Punts                        |                              |
| ---------------------------- | ---------------------------- | ---------------------------- | ---------------------------- | ---------------------------- |
| 1r                           | Luis Ángel Maté Mardones     | Euskaltel-Euskadi            | 33 pts                       |                              |
| 2n                           | Rui Oliveira                 | UAE Team Emirates            | 27 pts                       |                              |
| 3r                           | Thomas Sprengers             | Sport Vlaanderen-Baloise     | 15 pts                       |                              |
| 4t                           | Héctor Carretero Milla       | Movistar Team                | 12 pts                       |                              |
| 5è                           | Álvaro Cuadros               | Caja Rural-Seguros RGA       | 11 pts                       |                              |
| 6è                           | Miguel Ángel López Moreno    | Movistar Team                | 10 pts                       |                              |
| 7è                           | Urko Berrade                 | Equipo Kern Pharma           | 8 pts                        |                              |
| 8è                           | Nikita Stalnow               | Astana-Premier Tech          | 8 pts                        |                              |
| 9è                           | Antonio Jesús Soto           | Euskaltel-Euskadi            | 8 pts                        |                              |
| 10è                          | Julen Amézqueta Moreno       | Caja Rural-Seguros RGA       | 7 pts                        |                              |

### Classificació per equips
| Classificació per equips | Classificació per equips | Classificació per equips | Classificació per equips |
| Equip                    | Equip                    | Temps                    |                          |
| ------------------------ | ------------------------ | ------------------------ | ------------------------ |
| 1r                       | Caja Rural-Seguros RGA   | 56h 04' 30"              |                          |
| 2n                       | Movistar Team            | + 37"                    |                          |
| 3r                       | Ineos Grenadiers         | + 5' 56"                 |                          |
| 4t                       | Trek-Segafredo           | + 6' 17"                 |                          |
| 5è                       | Team BikeExchange        | + 7' 04"                 |                          |
| 6è                       | Astana-Premier Tech      | + 9' 06"                 |                          |
| 7è                       | Jumbo-Visma              | + 9' 16"                 |                          |
| 8è                       | Euskaltel-Euskadi        | + 10' 53"                |                          |
| 9è                       | Burgos-BH                | + 14' 58"                |                          |
| 10è                      | Israel Start-Up Nation   | + 17' 28"                |                          |

## Evolució de les classificacions
| Etapa                   | Vencedor                | Classificació general | Classificació de la muntanya | Classificació per punts | Classificació de les metes volants | Classificació per equips |
| ----------------------- | ----------------------- | --------------------- | ---------------------------- | ----------------------- | ---------------------------------- | ------------------------ |
| 1                       | Gonzalo Serrano         | Gonzalo Serrano       | Rui Oliveira                 | Gonzalo Serrano         | Thomas Sprengers                   | Caja Rural-Seguros RGA   |
| 2                       | Ethan Hayter            | Ethan Hayter          | Rui Oliveira                 | Ethan Hayter            | Aaron Van Poucke                   | Caja Rural-Seguros RGA   |
| 3                       | Miguel Ángel López      | Miguel Ángel López    | Rui Oliveira                 | Miguel Ángel López      | Thomas Sprengers                   | Caja Rural-Seguros RGA   |
| 4                       | André Greipel           | Miguel Ángel López    | Luis Ángel Maté              | Miguel Ángel López      | Thomas Sprengers                   | Caja Rural-Seguros RGA   |
| 5                       | Ethan Hayter            | Miguel Ángel López    | Luis Ángel Maté              | Ethan Hayter            | Thomas Sprengers                   | Movistar                 |
| Clasificaciones finales | Clasificaciones finales | Miguel Ángel López    | Luis Ángel Maté              | Ethan Hayter            | Thomas Sprengers                   | Movistar                 |